# Marlston cum Lache
Marlston cum Lache is een civil parish in het bestuurlijke gebied Cheshire West and Chester, in het Engelse graafschap Cheshire met 166 inwoners.